# Lugau
Lugau è una città di 7.274 abitanti della Sassonia, in Germania.
Appartiene al circondario dei Monti Metalliferi ed è parte della comunità amministrativa di Lugau.

## Amministrazione

### Gemellaggi
Lugau è gemellata con:
- Sallaumines
- Penzberg, dal 1990